# Funimation
Funimation (также известная как Funimation Global Group, Funimation Productions, Funimation Entertainment) — американская компания, которая занималась выпуском, рекламой, продажей аниме, манги и других развлекательных товаров в США и в мире. Она была основана в 1994 году бизнесменом Гэном Фукунагой и вошла в состав Navarre Corporation 11 мая 2005 года. В апреле 2011 года Navarre продала FUNimation группе инвесторов, включая самого Фукунагу, за 24 млн $. Центральный офис расположен во Флауер Маунд (штат Техас).
Совместно с OlympuSAT компания запустила канал FUNimation Channel, вторую 24-часовую цифровую кабельную сеть в США, транслирующую аниме (первой была Anime Network компании A.D. Vision).
Также FUNimation владела правами на более чем 30 произведений из каталога Sojitz, ранее принадлежавших ADV Films.
В августе 2021 года Funimation Global Group приобрела стриминговый сервис Crunchyroll.
1 марта 2022 года было объявлено, что сервисы Funimation, Wakanim и VRV SVOD будут объединены в Crunchyroll. Кроме того Funimation Global Group, LLC будет переименована в Crunchyroll, LLC, а бренд Funimation будет заменен на Crunchyroll.